# Yakuza centralis
Yakuza centralis är en insektsart som beskrevs av Irena Dworakowska 2002. Yakuza centralis ingår i släktet Yakuza och familjen dvärgstritar.
Artens utbredningsområde är Taiwan. Inga underarter finns listade i Catalogue of Life.